# ان‌جی‌سی ۵۸۶۶
ان‌جی‌سی ۵۸۶۶ (به انگلیسی: NGC 5866) (همچنین با نام‌های کهکشان کشیده شده یا مسیه ۱۰۲) یک کهکشان عدسی شکل نسبتاً روشن در صورت فلکی اژدها است. ان‌جی‌سی ۵۸۶۶ به احتمال زیاد توسط پیر مشن یا شارل مسیه در سال ۱۷۸۱ کشف شد.

## خط غبار
یکی از برجسته‌ترین ویژگی‌های ان‌جی‌سی ۵۸۶۶، دیسک گرد و غبار گسترده‌ای است که تقریباً کاملاً لبه دار دیده می‌شود. این خط غباربرای یک کهکشان عدسی بسیار غیر معمول است. غبار در بیشتر کهکشان‌های عدسی به‌طور کلی فقط در نزدیکی هسته یافت می‌شود. این دیسک غبار ممکن است دارای یک ساختار حلقه مانند باشد، اگرچه تعیین شکل این ساختار با توجه به جهت‌یابی کهکشان دشوار است. همچنین ممکن است کهکشان یک کهکشان مارپیچی باشد که بخاطر جهت لبه روی آن، در طبقه‌بندی کهکشان عدسی قرار گرفته باشد، در این صورت خط گرد و غبار خیلی غیرمعمول نیست.